# Toneelwerkgroep Proloog

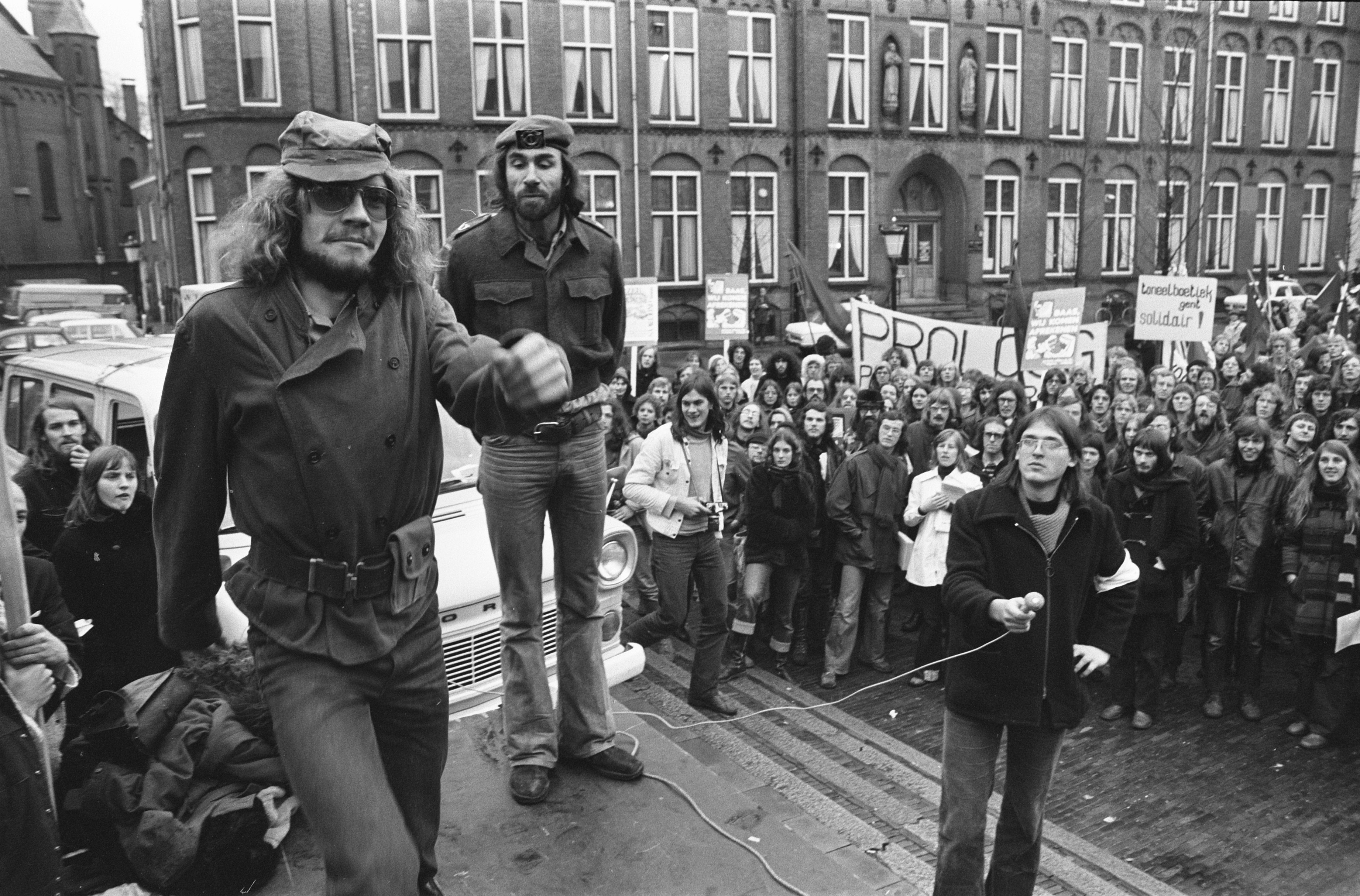
Toneelgroep De Leerling tijdens manifestatie voor Proloog
(Mariaplaats Utrecht, 1974)

Toneelwerkgroep Proloog (van 17 september 1964 tot 1 september 1983) was een Eindhovense toneelgroep die vormingstheater maakte. Daarbij koos zij voor een steeds uitgesprokener socialistisch politiek standpunt waardoor het ook als politiek theater kan worden aangeduid. Thema's waren bijvoorbeeld arbeidersstrijd, soldatenverzet, onderwijs en milieu. Vaak speelde de groep in het kader van manifestaties en bezettingen. Er werd samenwerking met het publiek gezocht om de inhoud en de vorm van de stukken te ontwikkelen.
De Stichting Toneelwerkgroep Proloog werd opgericht door de Stichting Het Zuidelijk Toneel en de Stichting tot Bevordering van Goed Toneel. Op 27 augustus 1983 hield de groep een slotmanifestatie, omdat het Ministerie van Cultuur, Recreatie en Maatschappelijk Werk zijn subsidie aan de groep beëindigde.
Een aantal door Proloog gemaakte stukken is in boekvorm verschenen (Breken en bouwen, Neus en Ko op zoek naar het verzwegen nieuws, Pamflet voor het leven).
Proloog kende behalve acteurs ook eigen muzikanten. Een aantal (vaak eigen) stukken zijn als LP uitgebracht (o.a Proloog liederen, Pamflet voor het leven, Kernenergie nee bedankt en De klucht van Pierlala). Voor de musical Barst werkte Proloog samen met de popmuziekgroep Bots.
In 1974 werd de J.B. Broekszprijs aan hun toegekend.
De toneelgroep werd, vooral in haar latere dagen, als collectief bestuurd, waarmee ze ook een voorbeeld wilde stellen voor de groepen waarvoor ze speelde.